# Gran Premio di superbike dell'Estoril 2024
Il Gran Premio di superbike dell'Estoril 2024 è stato l'undicesima prova del mondiale superbike del 2024. Nello stesso fine settimana si sono corsi anche l'undicesima prova del campionato mondiale Supersport e la quinta del WCR. 

## Panoramica delle gare
Gara uno di Superbike va a Toprak Razgatlıoğlu, che torna al successo per la prima volta dopo l'infortunio che lo ha costretto a saltare due Gran Premi. La gara Superpole vede prevalere Nicolò Bulega per soli tre millesimi su Razgatlıoğlu, tenendo aperta la corsa al titolo. In gara due torna al successo Razgatlıoğlu che chiude con un margine di quasi quattro secondi su Bulega terzo, come nella gara breve, Álvaro Bautista. Al termine di questa prova Danilo Petrucci conquista aritmeticamente il Trofeo Indipendenti. In Supersport Yari Montella, dopo aver siglato la pole position, conquista gara uno accorciando a 36 punti da Adrián Huertas che chiude secondo. Montella termina anzitempo gara due con un ritiro ponendo così fine alle sue velleità di titolo; titolo per cui rimane in corsa Stefano Manzi vincitore della prova che si mantiene a 45 punti da Huertas a due gare dal termine. Nel mondiale femminile, con una vittoria ed un secondo posto, Ana Carrasco consolida il primo posto in classifica rispetto alla contendente María Herrera. Gara due si conclude con il primo successo di Sara Sanchez. Altro buon fine settimana per l'italiana Roberta Ponziani che ottiene venti punti nelle due prove.

## Superbike gara 1

### Arrivati al traguardo
| Pos. | Nº | Pilota                | Squadra                   | Motocicletta        | Giri | Tempo     | Griglia | Punti |
| ---- | -- | --------------------- | ------------------------- | ------------------- | ---- | --------- | ------- | ----- |
| 1º   | 54 | Toprak Razgatlıoğlu   | Rokit BMW Motorrad        | BMW M1000 RR        | 21   | 34'15.509 | 1º      | 25    |
| 2º   | 11 | Nicolò Bulega         | Aruba.it Racing - Ducati  | Ducati Panigale V4R | 21   | +9.221    | 5º      | 20    |
| 3º   | 7  | Iker Lecuona          | Team HRC                  | Honda CBR1000 RR-R  | 21   | +11.020   | 14º     | 16    |
| 4º   | 22 | Alex Lowes            | Kawasaki Racing           | Kawasaki ZX-10RR    | 21   | +11.973   | 9º      | 13    |
| 5º   | 65 | Jonathan Rea          | Pata Yamaha Prometeon     | Yamaha YZF R1       | 21   | +14.018   | 3º      | 11    |
| 6º   | 31 | Garrett Gerloff       | Bonovo Action BMW         | BMW M1000 RR        | 21   | +17.727   | 17º     | 10    |
| 7º   | 60 | Michael van der Mark  | Rokit BMW Motorrad        | BMW M1000 RR        | 21   | +19.250   | 6º      | 9     |
| 8º   | 97 | Xavi Vierge           | Team HRC                  | Honda CBR1000 RR-R  | 21   | +23.589   | 13º     | 8     |
| 9º   | 29 | Andrea Iannone        | Team GoEleven             | Ducati Panigale V4R | 21   | +24.239   | 12º     | 7     |
| 10º  | 53 | Esteve Rabat          | Kawasaki Puccetti Racing  | Kawasaki ZX-10RR    | 21   | +30.893   | 23º     | 6     |
| 11º  | 21 | Michael Ruben Rinaldi | Team Motocorsa Racing     | Ducati Panigale V4R | 21   | +30.943   | 15º     | 5     |
| 12º  | 45 | Scott Redding         | Bonovo Action BMW         | BMW M1000 RR        | 21   | +31.476   | 19º     | 4     |
| 13º  | 14 | Sam Lowes             | ELF Marc VDS Racing Team  | Ducati Panigale V4R | 21   | +31.702   | 7º      | 3     |
| 14º  | 77 | Dominique Aegerter    | GYTR GRT Yamaha           | Yamaha YZF R1       | 21   | +34.886   | 18º     | 2     |
| 15º  | 75 | Ivo Lopes             | Petronas MIE Racing Honda | Honda CBR1000 RR-R  | 21   | +47.016   | 22º     | 1     |
| 16º  | 28 | Bradley Ray           | Yamaha Motoxracing        | Yamaha YZF R1       | 21   | +48.226   | 21º     |       |
| 17º  | 5  | Philipp Öttl          | GMT94 Yamaha              | Yamaha YZF R1       | 21   | +51.000   | 24º     |       |
| 18º  | 95 | Tarran Mackenzie      | Petronas MIE Racing Honda | Honda CBR1000 RR-R  | 21   | +55.393   | 8º      |       |
| 19º  | 1  | Álvaro Bautista       | Aruba.it Racing - Ducati  | Ducati Panigale V4R | 19   | +2 giri   | 11º     |       |
| 20º  | 91 | Luca Bernardi         | Yamaha Motoxracing        | Yamaha YZF R1       | 18   | +3 giri   | 20º     |       |

### Ritirati
| Nº | Pilota           | Squadra               | Motocicletta        | Giri | Griglia |
| -- | ---------------- | --------------------- | ------------------- | ---- | ------- |
| 55 | Andrea Locatelli | Pata Yamaha Prometeon | Yamaha YZF R1       | 14   | 4º      |
| 9  | Danilo Petrucci  | Barni Spark Racing    | Ducati Panigale V4R | 6    | 2º      |
| 47 | Axel Bassani     | Kawasaki Racing       | Kawasaki ZX-10RR    | 6    | 10º     |
| 87 | Remy Gardner     | GYTR GRT Yamaha       | Yamaha YZF R1       | 1    | 16º     |

## Superbike gara superpole

### Arrivati al traguardo
| Pos. | Nº | Pilota                | Squadra                   | Motocicletta        | Giri | Tempo     | Griglia | Punti |
| ---- | -- | --------------------- | ------------------------- | ------------------- | ---- | --------- | ------- | ----- |
| 1º   | 11 | Nicolò Bulega         | Aruba.it Racing - Ducati  | Ducati Panigale V4R | 10   | 16'10.735 | 5º      | 12    |
| 2º   | 54 | Toprak Razgatlıoğlu   | Rokit BMW Motorrad        | BMW M1000 RR        | 10   | +0.003    | 1º      | 9     |
| 3º   | 1  | Álvaro Bautista       | Aruba.it Racing - Ducati  | Ducati Panigale V4R | 10   | +4.253    | 11º     | 7     |
| 4º   | 55 | Andrea Locatelli      | Pata Yamaha Prometeon     | Yamaha YZF R1       | 10   | +5.623    | 4º      | 6     |
| 5º   | 9  | Danilo Petrucci       | Barni Spark Racing        | Ducati Panigale V4R | 10   | +7.161    | 10º     | 5     |
| 6º   | 22 | Alex Lowes            | Kawasaki Racing           | Kawasaki ZX-10RR    | 10   | +7.192    | 9º      | 4     |
| 7º   | 97 | Xavi Vierge           | Team HRC                  | Honda CBR1000 RR-R  | 10   | +8.157    | 13º     | 3     |
| 8º   | 7  | Iker Lecuona          | Team HRC                  | Honda CBR1000 RR-R  | 10   | +9.672    | 14º     | 2     |
| 9º   | 29 | Andrea Iannone        | Team GoEleven             | Ducati Panigale V4R | 10   | +11.822   | 12º     | 1     |
| 10º  | 45 | Scott Redding         | Bonovo Action BMW         | BMW M1000 RR        | 10   | +12.345   | 18º     |       |
| 11º  | 31 | Garrett Gerloff       | Bonovo Action BMW         | BMW M1000 RR        | 10   | +12.613   | 16º     |       |
| 12º  | 47 | Axel Bassani          | Kawasaki Racing           | Kawasaki ZX-10RR    | 10   | +13.575   | 10º     |       |
| 13º  | 60 | Michael van der Mark  | Rokit BMW Motorrad        | BMW M1000 RR        | 10   | +13.772   | 6º      |       |
| 14º  | 21 | Michael Ruben Rinaldi | Team Motocorsa Racing     | Ducati Panigale V4R | 10   | +14.264   | 15º     |       |
| 15º  | 14 | Sam Lowes             | ELF Marc VDS Racing Team  | Ducati Panigale V4R | 10   | +15.051   | 7º      |       |
| 16º  | 77 | Dominique Aegerter    | GYTR GRT Yamaha           | Yamaha YZF R1       | 10   | +15.432   | 17º     |       |
| 17º  | 53 | Esteve Rabat          | Kawasaki Puccetti Racing  | Kawasaki ZX-10RR    | 10   | +15.542   | 22º     |       |
| 18º  | 28 | Bradley Ray           | Yamaha Motoxracing        | Yamaha YZF R1       | 10   | +18.018   | 20º     |       |
| 19º  | 95 | Tarran Mackenzie      | Petronas MIE Racing Honda | Honda CBR1000 RR-R  | 10   | +21.003   | 8º      |       |
| 20º  | 75 | Ivo Lopes             | Petronas MIE Racing Honda | Honda CBR1000 RR-R  | 10   | +24.271   | 21º     |       |
| 21º  | 5  | Philipp Öttl          | GMT94 Yamaha              | Yamaha YZF R1       | 10   | +24.714   | 23º     |       |
| 22º  | 65 | Jonathan Rea          | Pata Yamaha Prometeon     | Yamaha YZF R1       | 10   | +27.011   | 3º      |       |
| 23º  | 91 | Luca Bernardi         | Yamaha Motoxracing        | Yamaha YZF R1       | 10   | +39.701   | 19º     |       |

## Superbike gara 2

### Arrivati al traguardo
| Pos. | Nº | Pilota                | Squadra                   | Motocicletta        | Giri | Tempo     | Griglia | Punti |
| ---- | -- | --------------------- | ------------------------- | ------------------- | ---- | --------- | ------- | ----- |
| 1º   | 54 | Toprak Razgatlıoğlu   | Rokit BMW Motorrad        | BMW M1000 RR        | 21   | 34'09.897 | 2º      | 25    |
| 2º   | 11 | Nicolò Bulega         | Aruba.it Racing - Ducati  | Ducati Panigale V4R | 21   | +3.866    | 2º      | 20    |
| 3º   | 1  | Álvaro Bautista       | Aruba.it Racing - Ducati  | Ducati Panigale V4R | 21   | +3.998    | 3º      | 16    |
| 4º   | 65 | Jonathan Rea          | Pata Yamaha Prometeon     | Yamaha YZF R1       | 21   | +12.005   | 10º     | 13    |
| 5º   | 60 | Michael van der Mark  | Rokit BMW Motorrad        | BMW M1000 RR        | 21   | +15.209   | 11º     | 11    |
| 6º   | 97 | Xavi Vierge           | Team HRC                  | Honda CBR1000 RR-R  | 21   | +15.792   | 7º      | 10    |
| 7º   | 9  | Danilo Petrucci       | Barni Spark Racing        | Ducati Panigale V4R | 21   | +16.914   | 5º      | 9     |
| 8º   | 29 | Andrea Iannone        | Team GoEleven             | Ducati Panigale V4R | 21   | +17.371   | 9º      | 8     |
| 9º   | 21 | Michael Ruben Rinaldi | Team Motocorsa Racing     | Ducati Panigale V4R | 21   | +19.129   | 15º     | 7     |
| 10º  | 47 | Axel Bassani          | Kawasaki Racing           | Kawasaki ZX-10RR    | 21   | +19.966   | 14º     | 6     |
| 11º  | 45 | Scott Redding         | Bonovo Action BMW         | BMW M1000 RR        | 21   | +22.007   | 18º     | 5     |
| 12º  | 22 | Alex Lowes            | Kawasaki Racing           | Kawasaki ZX-10RR    | 21   | +22.067   | 6º      | 4     |
| 13º  | 77 | Dominique Aegerter    | GYTR GRT Yamaha           | Yamaha YZF R1       | 21   | +31.487   | 17º     | 3     |
| 14º  | 28 | Bradley Ray           | Yamaha Motoxracing        | Yamaha YZF R1       | 21   | +31.882   | 20º     | 2     |
| 15º  | 75 | Ivo Lopes             | Petronas MIE Racing Honda | Honda CBR1000 RR-R  | 21   | +41.552   | 21º     | 1     |
| 16º  | 5  | Philipp Öttl          | GMT94 Yamaha              | Yamaha YZF R1       | 21   | +42.305   | 23º     |       |
| 17º  | 91 | Luca Bernardi         | Yamaha Motoxracing        | Yamaha YZF R1       | 18   | +1'06.825 | 19º     |       |

### Ritirati
| Nº | Pilota           | Squadra                   | Motocicletta        | Giri | Griglia |
| -- | ---------------- | ------------------------- | ------------------- | ---- | ------- |
| 53 | Esteve Rabat     | Kawasaki Puccetti Racing  | Kawasaki ZX-10RR    | 12   | 22º     |
| 7  | Iker Lecuona     | Team HRC                  | Honda CBR1000 RR-R  | 9    | 8º      |
| 55 | Andrea Locatelli | Pata Yamaha Prometeon     | Yamaha YZF R1       | 8    | 4º      |
| 31 | Garrett Gerloff  | Bonovo Action BMW         | BMW M1000 RR        | 4    | 16º     |
| 14 | Sam Lowes        | ELF Marc VDS Racing Team  | Ducati Panigale V4R | 2    | 12º     |
| 95 | Tarran Mackenzie | Petronas MIE Racing Honda | Honda CBR1000 RR-R  | 2    | 13º     |

## Supersport gara 1

### Arrivati al traguardo
| Pos. | Nº | Pilota              | Squadra                    | Motocicletta                 | Giri | Tempo     | Griglia | Punti |
| ---- | -- | ------------------- | -------------------------- | ---------------------------- | ---- | --------- | ------- | ----- |
| 1º   | 55 | Yari Montella       | Barni Spark Racing         | Ducati Panigale V2           | 18   | 30'18.316 | 1º      | 25    |
| 2º   | 99 | Adrián Huertas      | Aruba.it Racing - Ducati   | Ducati Panigale V2           | 18   | +1.321    | 2º      | 20    |
| 3º   | 62 | Stefano Manzi       | Ten Kate Racing Yamaha     | Yamaha YZF R6                | 18   | +5.391    | 3º      | 16    |
| 4º   | 94 | Lucas Mahias        | GMT94 Yamaha               | Yamaha YZF R6                | 18   | +17.164   | 6º      | 13    |
| 5º   | 64 | Federico Caricasulo | Motozoo ME AIR Racing      | MV Agusta F3 800 RR          | 18   | +22.548   | 10º     | 11    |
| 6º   | 23 | Marcel Schrötter    | MV Agusta Reparto Corse    | MV Agusta F3 800 RR          | 18   | +22.603   | 12º     | 10    |
| 7º   | 40 | Simone Corsi        | Renzi Corse                | Ducati Panigale V2           | 18   | +23.231   | 7º      | 9     |
| 8º   | 11 | Bo Bendsneyder      | MV Agusta Reparto Corse    | MV Agusta F3 800 RR          | 18   | +23.872   | 14º     | 8     |
| 9º   | 28 | Glenn van Straalen  | Ten Kate Racing Yamaha     | Yamaha YZF R6                | 18   | +24.238   | 5º      | 7     |
| 10º  | 54 | Bahattin Sofuoğlu   | Yamaha Thailand Racing     | Yamaha YZF R6                | 18   | +24.860   | 16º     | 6     |
| 11º  | 50 | Ondřej Vostatek     | PTR Triumph                | Triumph Street Triple RS 765 | 18   | +24.920   | 8º      | 5     |
| 12º  | 32 | Oliver Bayliss      | D34G Racing                | Ducati Panigale V2           | 18   | +25.263   | 11º     | 4     |
| 13º  | 74 | Piotr Biesiekirski  | Ecosantagata Althea Racing | Ducati Panigale V2           | 18   | +26.775   | 18º     | 3     |
| 14º  | 27 | Kaito Toba          | Petronas MIE Racing Honda  | Honda CBR600RR               | 18   | +38.697   | 18º     | 2     |
| 15º  | 69 | Tom Booth-Amos      | PTR Triumph                | Triumph Street Triple RS 765 | 18   | +41.063   | 23º     | 1     |
| 16º  | 5  | Niccolò Antonelli   | Ecosantagata Althea Racing | Ducati Panigale V2           | 18   | +41.221   | 20º     |       |
| 17º  | 3  | Raffaele De Rosa    | QJ Motor Factory Racing    | QJ Motor SRK 800 RR          | 18   | +41.880   | 15º     |       |
| 18º  | 89 | Khairul Idham Pawi  | Petronas MIE Racing Honda  | Honda CBR600RR               | 18   | +43.565   | 28º     |       |
| 19º  | 29 | Guillermo Moreno    | VIAMO Racing by MTM        | Kawasaki ZX-6R               | 18   | +44.866   | 21º     |       |
| 20º  | 72 | Yeray Ruiz          | VTF Racing                 | Yamaha YZF R6                | 18   | +51.160   | 13º     |       |
| 21º  | 16 | Azroy Anuar         | Petronas MIE Racing Honda  | Honda CBR600RR               | 18   | +58.702   | 26º     |       |
| 22º  | 9  | Jorge Navarro       | Orelac Racing Verdnatura   | Ducati Panigale V2           | 13   | +5 giri   | 29º     |       |

### Non Classificato
| Nº | Pilota            | Squadra                | Motocicletta  | Giri | Griglia |
| -- | ----------------- | ---------------------- | ------------- | ---- | ------- |
| 39 | Krittapat Keankum | Yamaha Thailand Racing | Yamaha YZF R6 | 12   | 25º     |

### Ritirati
| Nº | Pilota              | Squadra                          | Motocicletta                 | Giri | Griglia |
| -- | ------------------- | -------------------------------- | ---------------------------- | ---- | ------- |
| 53 | Valentin Debise     | Evan Bros. Yamaha                | Yamaha YZF R6                | 15   | 4º      |
| 77 | Miquel Pons         | Team Prodina Altogo              | Yamaha YZF R6                | 10   | 17º     |
| 37 | Gonçalo Ribeiro     | Fifty Motorsport                 | Yamaha YZF R6                | 8    | 30º     |
| 68 | Luke Power          | Motozoo ME AIR Racing            | MV Agusta F3 800 RR          | 7    | 22º     |
| 66 | Niki Tuuli          | EAB Racing Team                  | Ducati Panigale V2           | 7    | 9º      |
| 7  | Lorenzo Baldassarri | WRP-RT Motorsport by SKM-Triumph | Triumph Street Triple RS 765 | 2    | 19º     |
| 71 | Tom Edwards         | D34G Racing                      | Ducati Panigale V2           | 0    | 24º     |

## Supersport gara 2

### Arrivati al traguardo
| Pos. | Nº | Pilota              | Squadra                          | Motocicletta                 | Giri | Tempo     | Griglia | Punti |
| ---- | -- | ------------------- | -------------------------------- | ---------------------------- | ---- | --------- | ------- | ----- |
| 1º   | 62 | Stefano Manzi       | Ten Kate Racing Yamaha           | Yamaha YZF R6                | 18   | 30'13.035 | 4º      | 25    |
| 2º   | 99 | Adrián Huertas      | Aruba.it Racing - Ducati         | Ducati Panigale V2           | 18   | +2.506    | 2º      | 20    |
| 3º   | 53 | Valentin Debise     | Evan Bros. Yamaha                | Yamaha YZF R6                | 18   | +4.103    | 3º      | 16    |
| 4º   | 94 | Lucas Mahias        | GMT94 Yamaha                     | Yamaha YZF R6                | 18   | +4.351    | 5º      | 13    |
| 5º   | 11 | Bo Bendsneyder      | MV Agusta Reparto Corse          | MV Agusta F3 800 RR          | 18   | +7.670    | 6º      | 11    |
| 6º   | 64 | Federico Caricasulo | Motozoo ME AIR Racing            | MV Agusta F3 800 RR          | 18   | +9.355    | 8º      | 10    |
| 7º   | 28 | Glenn van Straalen  | Ten Kate Racing Yamaha           | Yamaha YZF R6                | 18   | +12.056   | 10º     | 9     |
| 8º   | 54 | Bahattin Sofuoğlu   | Yamaha Thailand Racing           | Yamaha YZF R6                | 18   | +14.803   | 9º      | 8     |
| 9º   | 9  | Jorge Navarro       | Orelac Racing Verdnatura         | Ducati Panigale V2           | 18   | +14.973   | 27º     | 7     |
| 10º  | 23 | Marcel Schrötter    | MV Agusta Reparto Corse          | MV Agusta F3 800 RR          | 18   | +15.182   | 7º      | 6     |
| 11º  | 40 | Simone Corsi        | Renzi Corse                      | Ducati Panigale V2           | 18   | +20.935   | 11º     | 5     |
| 12º  | 50 | Ondřej Vostatek     | PTR Triumph                      | Triumph Street Triple RS 765 | 18   | +22.634   | 12º     | 4     |
| 13º  | 72 | Yeray Ruiz          | VTF Racing                       | Yamaha YZF R6                | 18   | +22.644   | 14º     | 3     |
| 14º  | 5  | Niccolò Antonelli   | Ecosantagata Althea Racing       | Ducati Panigale V2           | 18   | +24.475   | 18º     | 2     |
| 15º  | 7  | Lorenzo Baldassarri | WRP-RT Motorsport by SKM-Triumph | Triumph Street Triple RS 765 | 18   | +24.926   | 17º     | 1     |
| 16º  | 3  | Raffaele De Rosa    | QJ Motor Factory Racing          | QJ Motor SRK 800 RR          | 18   | +35.064   | 15º     |       |
| 17º  | 89 | Khairul Idham Pawi  | Petronas MIE Racing Honda        | Honda CBR600RR               | 18   | +36.083   | 26º     |       |
| 18º  | 71 | Tom Edwards         | D34G Racing                      | Ducati Panigale V2           | 18   | +1'01.986 | 22º     |       |
| 19º  | 39 | Krittapat Keankum   | Yamaha Thailand Racing           | Yamaha YZF R6                | 18   | +1'03.948 | 23º     |       |
| 20º  | 77 | Miquel Pons         | Team Prodina Altogo              | Yamaha YZF R6                | 18   | +1'15.896 | 16º     |       |
| 21º  | 37 | Gonçalo Ribeiro     | Fifty Motorsport                 | Yamaha YZF R6                | 18   | +1'39.231 | 28º     |       |
| 22º  | 29 | Guillermo Moreno    | VIAMO Racing by MTM              | Kawasaki ZX-6R               | 14   | +4 giri   | 19º     |       |

### Non classificato
| Nº | Pilota     | Squadra                   | Motocicletta   | Giri | Tempo     | Griglia |
| -- | ---------- | ------------------------- | -------------- | ---- | --------- | ------- |
| 27 | Kaito Toba | Petronas MIE Racing Honda | Honda CBR600RR | 18   | +1'29.003 | 25º     |

### Ritirati
| Nº | Pilota         | Squadra                   | Motocicletta                 | Giri | Griglia |
| -- | -------------- | ------------------------- | ---------------------------- | ---- | ------- |
| 55 | Yari Montella  | Barni Spark Racing        | Ducati Panigale V2           | 10   | 1º      |
| 16 | Azroy Anuar    | Petronas MIE Racing Honda | Honda CBR600RR               | 1    | 24º     |
| 69 | Tom Booth-Amos | PTR Triumph               | Triumph Street Triple RS 765 | 0    | 21º     |
| 32 | Oliver Bayliss | D34G Racing               | Ducati Panigale V2           | 0    | 13º     |
| 68 | Luke Power     | Motozoo ME AIR Racing     | MV Agusta F3 800 RR          | 0    | 20º     |

## WCR gara 1
Gara uno del mondiale femminile è stata interrotta nel corso dell'ottavo giro tramite emissione di bandiera rossa. La gara viene dichiarata conclusa e, essendo stati percorsi più di due terzi dei giri previsti, viene assegnato punteggio pieno.

### Arrivate al traguardo
| Pos. | Nº | Pilota              | Squadra                            | Giri | Tempo      | Griglia | Punti |
| ---- | -- | ------------------- | ---------------------------------- | ---- | ---------- | ------- | ----- |
| 1º   | 22 | Ana Carrasco        | Evan Bros Racing Yamaha Team       | 8    | 15'02.905  | 1º      | 25    |
| 2º   | 6  | María Herrera       | Klint Forward Factory Team         | 8    | +0.082     | 2º      | 20    |
| 3º   | 36 | Beatriz Neila       | Ampito / Pata Prometeon Yamaha     | 8    | +0.170     | 3º      | 16    |
| 4º   | 64 | Sara Sanchez        | 511 Terra&Vita Racing Team         | 8    | +5.379     | 4º      | 13    |
| 5º   | 8  | Tayla Relph         | TAYCO Motorsport                   | 8    | +5.458     | 5º      | 11    |
| 6º   | 46 | Pakita Ruiz         | PS Racing Team 46+1                | 8    | +9.150     | 8º      | 10    |
| 7º   | 96 | Roberta Ponziani    | Yamaha Motoxracing WCR Team        | 8    | +9.917     | 6º      | 9     |
| 8º   | 14 | Mallory Dobbs       | Sekhmet Motorcycle Racing Team     | 8    | +1 settore | 9º      | 8     |
| 9º   | 83 | Astrid Madrigal     | ITALIKA Racing FIMLA               | 7    | +1 giro    | 7º      | 7     |
| 10º  | 19 | Adela Ourednickova  | DaftMotoracing by Smrž             | 7    | +1 giro    | 11º     | 6     |
| 11º  | 4  | Emily Bondi         | YART Zelos Black Knights           | 7    | +1 giro    | 12º     | 5     |
| 12º  | 77 | Andrea Sibaja       | Deza - Box 77 Racing Team          | 7    | +1 giro    | 14º     | 4     |
| 13º  | 99 | Isis Carreno        | AD78 FIM Latinoamerica by Team GP3 | 7    | +1 giro    | 23º     | 3     |
| 14º  | 28 | Ornella Ongaro      | Yamaha Motoxracing WCR Team        | 7    | +1 giro    | 15º     | 2     |
| 15º  | 10 | Ran Yochai          | 511 Terra&Vita Racing Team         | 7    | +1 giro    | 16º     | 1     |
| 16º  | 35 | Lena Kemmer         | Bertl K. Racing Team               | 7    | +1 giro    | 19º     |       |
| 17º  | 15 | Sara Varon          | ITALIKA Racing FIMLA               | 7    | +1 giro    | 17º     |       |
| 18º  | 76 | Jamie Hanks-Elliott | Sekhmet Motorcycle Racing Team     | 7    | +1 giro    | 20º     |       |
| 19º  | 16 | Lucy Michel         | TSL-Racing                         | 7    | +1 giro    | 21º     |       |
| 20º  | 44 | Luna Hirano         | Team Luna                          | 7    | +1 giro    | 18º     |       |
| 21º  | 52 | Jessica Howden      | Team Trasimeno                     | 7    | +1 giro    | 10º     |       |
| 22º  | 27 | Rafaela Peixoto     | RP27                               | 7    | +1 giro    | 22º     |       |

### Non classificata
| Nº | Pilota       | Squadra               | Giri | Griglia |
| -- | ------------ | --------------------- | ---- | ------- |
| 33 | Chun Mei Lui | WT Racing Team Taiwan | 7    | 13º     |

## WCR gara 2

### Arrivate al traguardo
| Pos. | Nº | Pilota              | Squadra                            | Giri | Tempo     | Griglia | Punti |
| ---- | -- | ------------------- | ---------------------------------- | ---- | --------- | ------- | ----- |
| 1º   | 64 | Sara Sanchez        | 511 Terra&Vita Racing Team         | 12   | 22'11.343 | 1º      | 25    |
| 2º   | 22 | Ana Carrasco        | Evan Bros Racing Yamaha Team       | 12   | +0.032    | 4º      | 20    |
| 3º   | 6  | María Herrera       | Klint Forward Factory Team         | 12   | +0.164    | 3º      | 16    |
| 4º   | 36 | Beatriz Neila       | Ampito / Pata Prometeon Yamaha     | 12   | +0.310    | 2º      | 13    |
| 5º   | 96 | Roberta Ponziani    | Yamaha Motoxracing WCR Team        | 12   | +10.596   | 5º      | 11    |
| 6º   | 46 | Pakita Ruiz         | PS Racing Team 46+1                | 12   | +16.696   | 7º      | 10    |
| 7º   | 14 | Mallory Dobbs       | Sekhmet Motorcycle Racing Team     | 12   | +32.448   | 10º     | 9     |
| 8º   | 83 | Astrid Madrigal     | ITALIKA Racing FIMLA               | 12   | +32.590   | 8º      | 8     |
| 9º   | 99 | Isis Carreno        | AD78 FIM Latinoamerica by Team GP3 | 12   | +32.637   | 22º     | 7     |
| 10º  | 19 | Adela Ourednickova  | DaftMotoracing by Smrž             | 12   | +44.583   | 11º     | 6     |
| 11º  | 77 | Andrea Sibaja       | Deza - Box 77 Racing Team          | 12   | +49.729   | 13º     | 5     |
| 12º  | 28 | Ornella Ongaro      | Yamaha Motoxracing WCR Team        | 12   | +56.583   | 14º     | 4     |
| 13º  | 10 | Ran Yochai          | 511 Terra&Vita Racing Team         | 12   | +56.599   | 15º     | 3     |
| 14º  | 76 | Jamie Hanks-Elliott | Sekhmet Motorcycle Racing Team     | 12   | +56.670   | 19º     | 2     |
| 15º  | 4  | Emily Bondi         | YART Zelos Black Knights           | 12   | +56.843   | 12º     | 1     |
| 16º  | 16 | Lucy Michel         | TSL-Racing                         | 12   | +59.139   | 20º     |       |
| 17º  | 15 | Sara Varon          | ITALIKA Racing FIMLA               | 12   | +1'00.224 | 16º     |       |
| 18º  | 35 | Lena Kemmer         | Bertl K. Racing Team               | 12   | +1'08.200 | 18º     |       |
| 19º  | 44 | Luna Hirano         | Team Luna                          | 12   | +1'27.033 | 17º     |       |
| 20º  | 27 | Rafaela Peixoto     | RP27                               | 11   | +1 giro   | 21º     |       |

### Ritirate
| Nº | Pilota         | Squadra          | Giri | Griglia |
| -- | -------------- | ---------------- | ---- | ------- |
| 52 | Jessica Howden | Team Trasimeno   | 7    | 9º      |
| 8  | Tayla Relph    | TAYCO Motorsport | 4    | 6º      |